# 마흐디 전쟁
마흐디 전쟁(영어: Mahdist War, 아랍어: الثورة المهدية 아트타우라 알마흐디[*]) 또는 마흐디의 난은 1881년부터 1899년까지 영국(그레이트브리튼 아일랜드 연합왕국)이 오늘날의 수단에서 수행한 식민전쟁이다.
1881년 6월 29일 수단의 이슬람교 지도자인 무함마드 아마드는 자신이 이슬람교의 구세주인 마흐디임을 공식 선언하면서 다가오는 예언자 이사(Isa, 예수)의 재림에 대비해야 한다고 주장했다. 그의 마흐디 선언은 수단인들이 오스만 제국, 이집트의 지배자들의 가혹한 지배, 영국의 식민 통치에 분노하고 있던 시기에 전개되었으며 당시 수단의 여러 종파적 파벌 사이에서 인기가 높았던 구세주 사상을 이용한 것이 특징이다.
무함마드 아마드를 추종한 파벌들은 마흐디국이라는 미승인국을 세우면서 무장 봉기를 일으켰다. 무함마드 아마드가 이끄는 마흐디군은 1885년 1월 26일에 수단 하르툼을 정복하면서 수단 총독을 역임하고 있던 찰스 조지 고든을 살해했다. 마흐디군은 당시 이집트를 점령하고 있던 북쪽의 영국 뿐만 아니라 동쪽의 에티오피아, 남쪽의 벨기에령 콩고 자유국 등 모든 국경에서 팽창적 침공을 시도했으나 실패했다. 전쟁은 18년 동안 계속된 끝에 영국을 중심으로 한 연합군의 승리로 끝났고 수단은 영국-이집트 공동 통치령인 앵글로-이집트 수단이 되었다.

## 같이 보기
- 분류:마흐디 전쟁 관련자